# Isaiah Berlin
Acest articol se referă la filozoful britanic. Pentru alte persoane având același nume de familie, Berlin, vedeți Berlin (nume de familie).
Sir Isaiah Berlin (letonă: Jesaja Berlins;  n. 6 iunie 1909 - d. 5 noiembrie 1997) a fost un filosof politic englez și un istoric al ideilor, care este considerat ca unul din cei mai importanți gânditori liberali contemporani.
Isaiah Berlin s-a născut într-o familie evreiască în Riga, Letonia, fiind ulterior, după imigrarea familiei sale în Anglia, primul elev evreu care a primit o bursă la All Souls College, Oxford.
În anul 1979 a primit Premiul Ierusalim. 

## Cele două concepte de libertate
În lucrarea "The two concepts of liberty", Berlin delimitează două tipuri de libertate politică și implicațiile acestora: libertatea negativă, respectiv libertatea pozitivă. 

### Libertatea negativă
Libertatea negativă este definită ca fiind aria în care pot acționa și lucrurile pe care le pot face fără a fi constrâns de cineva din exterior. Constrângerea unui om presupune limitarea libertății sale prin implicarea intenționată a altcuiva în aria în care, în mod normal, ar putea respectivul om să acționeze. Incapacitatea de a atinge un anumit scop nu reprezintă o lipsă de libertate. Cu cât aria de non-ingerență este mai mare, cu atât individul este mai liber. Totuși, dacă această libertate ar fi nelimitată, s-ar crea o stare de haos social, în care cei puternici i-ar suprima pe cei slabi. Din această cauză și a faptului că nu toți oamenii au aceleași idealuri, se admite o anumită constrângere în vederea altor valori ca egalitatea, dreptatea, fericirea. Totodată, adepții acestei teorii sunt de acord că este necesară păstrarea unei sfere în care individul să fie liber, sferă care să nu fie violată sub niciun motiv- trebuie stabilită o frontieră între viața privată si autoritatea publică. Aici, întrebarea care se pune este: Unde să fie trasată această frontieră?
„Libertatea pentru știucă înseamnă moartea pentru plevuști”, adică libertatea individului depinde de limitele impuse altora. Cu alte cuvinte, „libertatea unui profesor de la Oxford este un lucru foarte diferit de libertatea unui țăran egiptean” . Pentru țăranul respectiv, necesare îi sunt hrana, hainele, medicamentele – condițiile de viață; degeaba i s-ar spune lui că are libertate individuală, căci nu ar avea cum să profite de ea. Totuși, libertatea de care se bucură un sărac are aceeași natură cu cea a milionarului. Ce diferă sunt aspirațiile lor, condiționate fiind de situația economică și socială. O problemă ce apare este legată de mijloacele prin care cei puțini care nu sunt împiedicați de incapacități economice sau sociale și-au obținut libertatea. E posibil să o fi făcut prin exploatarea celorlalți sau prin tratarea lor cu indiferență. Moralitatea liberală se bazează pe egalitatea libertății- „Ce ție nu-ți place, altuia nu-i face”. 
În situațiile în care cedez voluntar libertatea mea pentru binele altora, pentru alte valori, nu are loc o creștere a ceea ce este cedat, deoarece libertatea este libertate, nu egalitate, nici onestitate, nici dreptate sau fericire. Dacă îmi restrâng libertatea pentru a atenua lipsa ei în alte părți, rezultă o pierdere absolută de libertate ce este compensată de un eventual plus de dreptate, pace. Totuși, libertatea unora trebuie câteodată limitată pentru a o garanta altora. În același timp, este necesară și existența unei zone de non-ingerență. Din cauza celor expuse, libertatea negativă înseamnă libertate față de, „absența ingerenței dincolo de o frontieră mișcătoare, dar întotdeauna identificabilă”.

### Libertatea pozitivă
Libertatea pozitivă este tradusă prin  „Sunt liber când sunt propriul meu stăpân” și „Nu sunt sclavul nimănui”. În cadrul conceptului de libertate pozitivă, Berlin separă trei aspecte: libertatea de tip stoic, libertatea identificată cu corectitudinea, dreptatea, rațiunea și libertatea identificată cu supunerea față de legi stabilite de noi înșine.
Libertatea de tip stoic pornește de la ideea că sclavul nu poate fi decât la fel de liber ca și stăpânul său. Dar ce libertate are un sclav? El are de ales între a se supune sau a fi pedepsit. Potrivit stoicilor, alegerea este a sclavului, chiar dacă opțiunile sale sunt supunerea sau moartea. De fapt, sclavul este constrâns să se supună de frica pedepsei. Adepții stoicismului susțin că pentru a fi liberi, trebuie să ne eliberăm de orice temere prin capacitatea de a nu mai simți nimic, de a nu fi legați de nimic (conceptul apatheia). Lipsa idealurilor, a dorințelor înseamnă libertate. Astfel, retragerea în interior, negația ascetică a propriului sine devine libertate. În capitolul „Retragerea în citadela interioară”, Berlin leagă această idee de spusele lui Rousseau: „Omul în adevăr liber vrea numai ceea ce poate”.  Această doctrină „nu este decât o formă a doctrinei strugurilor acri: ce nu sunt sigur că pot atinge nu pot dori cu adevărat”. 
Al doilea aspect al libertății pozitive identificat de Berlin este înțelegerea libertății ca fiind existentă doar atunci când acțiunile individului sunt corecte, raționale, morale. Adepții acestei teorii (Platon, Kant) susțin că omul este liber atunci când este rațional. Scopul ființei umane devine acela de a fi rațională și de a face bine. Când individul face rău, este din cauza lipsei rațiunii sau a cedării în fața pasiunilor. Astfel, omul care nu este virtuos, nu este liber. La Platon, această idee are la bază un punct de vedere teleologic: omul, dacă ar fi rational și dacă ar înțelege universul, ar avea un singur scop bun și corect. La Kant, omul este liber atunci când eul „numenal” (rațional) îl domină pe cel „fenomenal” (irațional). Această idee a libertății ca dominație a elementului superior față de cel inferior, după cum observă Berlin,  poate avea efecte negative; adică, X, convins fiind de superioritatea sa, poate încerca să îi forțeze pe ceilalți să adere la ceea ce consideră că e corect. El pretinde astfel că datorită superiorității sale el cunoaște ceea ce vor cu adevărat ceilalți, doar că ei nu știu, înrobiți fiind de necunoaștere, lipsa rațiunii. Acest punct de vedere poate conduce la dictatură, despotism, autoritarism.
Al treilea sens al libertatii pozitive este cel prin care libertatea individului înseamnă ascultarea de propriile legi, legi ce au ca scop binele general. Această concepție are la bază premisa că nu există decât o soluție pentru fiecare problemă, soluție unică pentru toți oamenii raționali. Dar, cum nu toți sunt așa, cei raționali trebuie să stabilească regulile. Această idee, cum că „finalitățile raționale ale naturilor noastre <<adevărate>> trebuie să coincidă”, permite justificarea acțiunilor coercitive împotriva celor care nu se pliază tiparului (concepție regăsită în comunism, nazism). În același timp, pornind de la premisa că libertatea înseamnă ascultarea de propriile legi care la rândul lor sunt subordonate binelui general se poate ajunge la concluzia că individul este liber în măsura în care acționează pentru binele comun, își cedează libertatea individuală în folosul societății.. Într-un caz ideal, în care toți oamenii ar fi raționali, responsabili, legile ar dispărea pentru că am deveni din ce în ce mai puțin deranjați de ele. Unii gânditori au căutat o soluție pentru a elimina elementul irațional (de exemplu, prin educație), dar, așa cum specifică Berlin, această idee are la bază privirea oamenilor ca pe un material brut, pe care cei superiori vor să îl modeleze, fără a cere permisiunea, deoarece cei inferiori nu sunt în poziția în care să ia decizii. Aces sens al libertății se regăsește în totalitarism.

## Operă
- Historical Inevitability 1953 (Inevitabilitatea istorică)
- Four Essays on Liberty 1969 (Patru eseuri despre libertate)
- Russian Thinkers 1978 (Gânditori ruși)
- The Proper Study of Mankind: An Anthology of Essays (Adevaratul studiu al omenirii : antologie de eseuri)